# La Chapelle-Biche
La Chapelle-Biche è un comune francese di 540 abitanti situato nel dipartimento dell'Orne nella regione della Normandia.

## Società

### Evoluzione demografica
Abitanti censiti